# Gara Livezeni
Gara Livezeni este o gară care deservește municipiul Petroșani, județul Hunedoara, România.